# セルロースポリスルファターゼ
セルロースポリスルファターゼ(Cellulose-polysulfatase、EC 3.1.6.7)は、セルロース及びカロニンの2位及び3位のポリ硫酸基を切断する化学反応を触媒する酵素である。
この酵素は加水分解酵素、特に硫酸エステル加水分解酵素に分類される。系統名は、セルロース-硫酸 スルホヒドロラーゼ(cellulose-sulfate sulfohydrolase)である。